# Plan Nine
Plan Nine var ett svenskt rockband som figurerade mellan 1996 och 2004. Enda plattan heter Generation Action  och spelades in i Music-A-Matic i Göteborg med Chips Kiesbye (Sator, Thåström, The Hellacopters och Sahara Hotnights med fler). Tekniker var Henryk Lipp och Ian Richardson (Alice Cooper) var mixare.
Plan Nine spåddes en lysande framtid och blev hyllade i flera stora branschtidningar som engelska Kerrang, men de stora framgångarna uteblev på grund av mycket kontraktsproblem. Gruppen turnerade mestadels i Europa med Spanien och Italien som säte.

## Medlemmar
- Jonny Gustavsson – trummor
- Petri Ranki – basgitarr
- Thomas Hermansson – gitarr
- Reine Johansson – sång, gitarr

## Diskografi
Studioalbum
- Generation Action (2001, Feedback Boogie Records)

EP
- Dead Inside (1999, We Bite Records)